# Ernst Aschmann
Ernst Wilhelm Aschmann (* 15. Juni 1848; † 29. Oktober 1910 in Berlin) war ein deutscher Konteradmiral der Kaiserlichen Marine.

## Leben
Ernst Aschmann trat am 15. Juli 1863 in die Preußische Marine ein und wurde, nun in der Kaiserlichen Marine, am 15. Oktober 1870 Leutnant zur See.
In Vertretung war er von Oktober bis zur Außerdienststellung Mitte Dezember 1872 Kommandant der Drache.
Ab 16. April 1873 war er Kommandant des wieder in Dienst gestellten Kanonenboots Blitz. Das Kommando gab er mit der erneuten Außerdienststellung am 12. November 1873 ab. Vom 15. April bis 31. Oktober 1874 war die Blitz erneut unter seinem Kommando in Dienst gestellt. 1878 war er als Kapitänleutnant (Beförderung am 16. Januar 1875) Instrukteur auf der Renown.
Als Korvettenkapitän (Beförderung am 18. August 1881) war er Kommandeur der I. Abteilung der II. Matrosendivision in Wilhelmshaven und von Mai 1886 bis Juni 1888 Kommandant der Carola und anschließend bis September 1888 letzter Kommandant der Bismarck. Am 28. Oktober 1888 wurde er zum Kapitän zur See befördert.

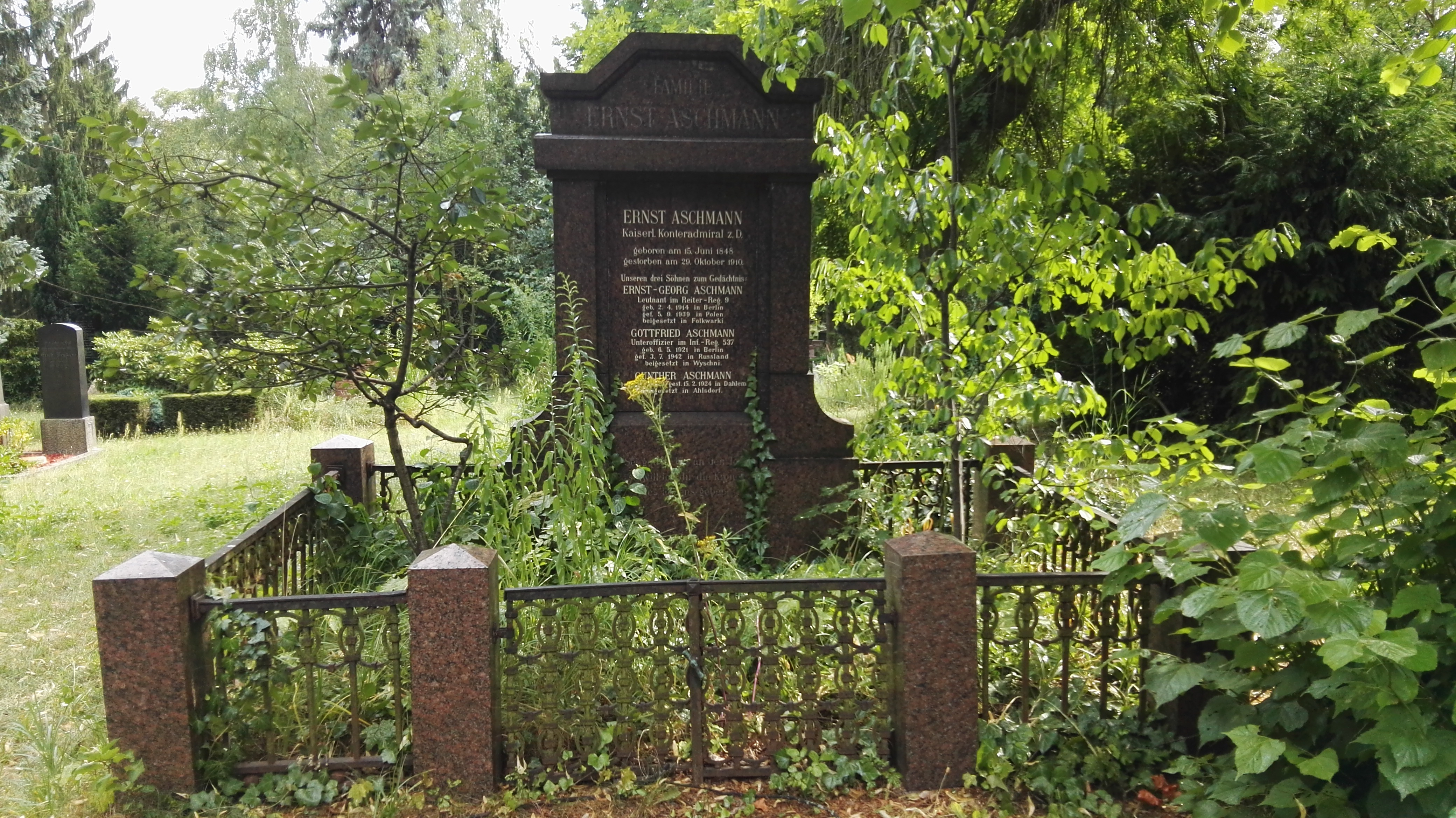
Grab des Korvettenkapitäns Ernst Aschmann auf dem Luisenstädtischen Friedhof in Berlin, 2016

Von Mai bis September 1889 war er als Kommandant der Oldenburg. Am 22. März 1890 wurde er vom Kommando der I. Werftdivision entbunden und Oberwerftdirektor der Werft in Danzig. In dieser Position führte er u. a. die Taufzeremonie der Seeadler (2. Februar 1892) und der Cormoran (17. Mai 1892) durch. Am 28. Juni 1892 wurde er als Oberwerftdirektor der Werft in Danzig mit dem Charakter als Konteradmiral aus der Marine verabschiedet.
Ernst Aschmann starb Ende Oktober 1910 im Alter von 62 Jahren in Berlin. Sein Grab befindet sich auf dem Alten Luisenstädtischen Friedhof in Berlin-Kreuzberg.